# A Bigger Bang: Live on Copacabana Beach
A Bigger Bang: Live on Copacabana Beach je koncertní album britské rockové skupiny The Rolling Stones, které vyšlo 9. července 2021. 

## Seznam skladeb
Všechny skladby napsal(i) Mick Jagger a Keith Richards, pokud není uvedeno jinak. 
| Rio de Janeiro | Rio de Janeiro                              | Rio de Janeiro | Rio de Janeiro |
| Pořadí         | Název                                       | Autor          | Délka          |
| -------------- | ------------------------------------------- | -------------- | -------------- |
| 1.             | Jumpin’ Jack Flash                          |                |                |
| 2.             | It's Only Rock 'n Roll (But I Like It)      |                |                |
| 3.             | You Got Me Rocking                          |                |                |
| 4.             | Tumbling Dice                               |                |                |
| 5.             | Oh No, Not You Again                        |                |                |
| 6.             | Wild Horses                                 |                |                |
| 7.             | Rain Fall Down                              |                |                |
| 8.             | Midnight Rambler                            |                |                |
| 9.             | Night Time Is the Right Time                | Nappy Brown    |                |
| 10.            | This Place Is Empty (zpěv – Keith Richards) |                |                |
| 11.            | Happy (zpěv – Keith Richards)               |                |                |
| 12.            | Miss You                                    |                |                |
| 13.            | Rough Justice                               |                |                |
| 14.            | Get Off My Cloud                            |                |                |
| 15.            | Honky Tonk Women                            |                |                |
| 16.            | Sympathy for the Devil                      |                |                |
| 17.            | Start Me Up                                 |                |                |
| 18.            | Brown Sugar                                 |                |                |
| 19.            | You Can't Always Get What You Want          |                |                |
| 20.            | (I Can't Get No) Satisfaction               |                |                |

| Salt Lake City – bonusová show | Salt Lake City – bonusová show         | Salt Lake City – bonusová show |
| Pořadí                         | Název                                  | Délka                          |
| ------------------------------ | -------------------------------------- | ------------------------------ |
| 1.                             | Start Me Up                            |                                |
| 2.                             | You Got Me Rocking                     |                                |
| 3.                             | She's So Cold                          |                                |
| 4.                             | Tumbling Dice                          |                                |
| 5.                             | Rain Fall Down                         |                                |
| 6.                             | It's Only Rock 'n Roll (But I Like It) |                                |
| 7.                             | Wild Horses                            |                                |
| 8.                             | All Down the Line                      |                                |
| 9.                             | Night Time Is the Right Time           |                                |
| 10.                            | Slipping Away                          |                                |
| 11.                            | Infamy                                 |                                |
| 12.                            | Miss You                               |                                |
| 13.                            | Rough Justice                          |                                |
| 14.                            | Get Off My Cloud                       |                                |
| 15.                            | Honky Tonk Women                       |                                |
| 16.                            | Sympathy for the Devil                 |                                |
| 17.                            | Jumpin’ Jack Flash                     |                                |
| 18.                            | Brown Sugar                            |                                |
| 19.                            | You Can't Always Get What You Want     |                                |
| 20.                            | (I Can't Get No) Satisfaction          |                                |

## Obsazení

### The Rolling Stones
- Mick Jagger – zpěv, kytara, harmonika
- Keith Richards – kytara, zpěv
- Ronnie Wood – kytara
- Charlie Watts – bicí

### Doprovodní hudebníci
- Darryl Jones – baskytara
- Chuck Leavell – klávesy, doprovodné vokály
- Bernard Fowler – doprovodné vokály
- Lisa Fischer – doprovodné vokály, perkuse
- Blondie Chaplin – doprovodné vokály, akustická kytara
- Bobby Keys – saxofon
- Tim Ries – saxofon, klávesy
- Michael Davis – pozoun
- Kent Smith – trubka